# Dzień oczyszczenia
Dzień oczyszczenia – polski film wojenny z 1969 roku, w reżyserii Jerzego Passendorfera.
Był kręcony w Karkonoszach, w tym na Zamku Chojnik.

## Fabuła
Akcja filmu dzieje się latem 1944 roku. Działający na Sądecczyźnie oddział Armii Krajowej zostaje zdziesiątkowany przez Niemców podczas próby przejęcia zrzutu broni i amunicji z Anglii. Z okrążenia wyrywa się około 20 żołnierzy, w tym dowódca - major "Dziadek" - oraz jego zastępca - kapitan Stańczyk. Partyzanci usiłują przedostać się do ruin pobliskiego zamku; to właśnie tam miał spaść ostatni pojemnik z amunicją. Dowódca wysyła na zwiad dwóch ludzi. Wraca tylko jeden, i to bez amunicji.

## Obsada aktorska[2]
- Barbara Sołtysik (Maryna, żona „Trzmiela”)
- Aleksander Bielawski (partyzant Sasza)
- Janusz Bukowski (Józek „Trzmiel”, członek oddziału majora „Dziadka”)
- Anatol Golik(inne języki) (członek oddziału radzieckiego)
- Stanisław Jasiukiewicz (major „Dziadek”, dowódca oddziału AK)
- Emil Karewicz (kapitan „Stańczyk”, członek oddziału majora „Dziadka”)
- Włodzimierz Marenkow (major Alosza, dowódca oddziału radzieckiego)
- Witold Pyrkosz („Drobny”, członek oddziału majora „Dziadka”)
- Jerzy Turek („Ścieżka”, członek oddziału majora „Dziadka”)
- Janusz Dziubiński(inne języki) (członek oddziału majora „Dziadka”)
- Mieczysław Gajda
- Henryk Hunko (żołnierz niemiecki na strychu)
- Andrzej Jurczak (członek oddziału majora „Dziadka”)
- Bernard Michalski (członek oddziału majora „Dziadka”)

## Premiera
Premiera odbyła się w podwójnym pokazie z dokumentem Pierwszy biało-czerwony produkcji Wytwórni Filmowej „Czołówka” z 1969 roku.